# Chaetodon flavirostris
Chaetodon flavirostris är en fiskart som beskrevs av Günther, 1874. Chaetodon flavirostris ingår i släktet Chaetodon och familjen Chaetodontidae. IUCN kategoriserar arten globalt som livskraftig. Inga underarter finns listade i Catalogue of Life.